# Menyhe
Menyhe (szlovákul Mechenice) Menyhebédszalakusz településrésze, egykor önálló falu Szlovákiában, a Nyitrai kerületben, a Nyitrai járásban.

## Fekvése
Nyitrától 12 km-re, északra fekszik.

## Története
A települést a zobori bencés apátság 1113-ban kelt oklevelében említik először "Mechina" alakban. 1357-ben "Mehnye", 1416-ban "Mehenicze" néven említik a korabeli források. A zobori apátság faluja volt, 1409-től a nyitrai püspökségé. A 15. században az Elefántiaké, akik a falut a malommal együtt az elefánti pálosoknak adták.
A 16. században a gímesi uradalom része. Az 1530-as évektől többször érték török támadások. 1570-től a reformáció hódított. 1579-ben 4 jobbágytelke volt. 1663-1664-ben török uralom alatt állt. Ebben az időben 33 ház állt a településen, melyben 44 család élt. A 17. század második felétől 1711-ig a Habsburgellenes felkelések harcai visszavetették a fejlődését, lakosságszáma csökkent. Birtokosai a Keresztúry, a Bartakovich és más nemes családok voltak. 1715-ben Menyhén 12 ház állt, Menyhének és Szalakusznak együtt 200-250 lakosa volt. 1752-ben 52 lakott és 12 lakatlan háza létezett. Lakói szőlő- és gyümölcstermesztéssel foglalkoztak. 1828-ban 87 házát 609-en lakták.
Vályi András szerint: "MENGE. vagy Menyhe, Mehnicze. Magyar falu Nyitra Várm. földes Urai Majthényi, és több Uraságok, lakosai többfélék, fekszik Szalakusznak szomszédságában, és annak filiája, határja meg lehetős."
Fényes Elek szerint: "Menyhe, magyar falu, Nyitra vármegyében, Ghimeshez nyugotra 1 mfdnyire: 519 kath., 41 zsidó lak. Van szőlőhegye, erdeje stb. F. u. Bartakovics. Ut. p. Nyitra."
Nyitra vármegye monográfiája szerint: "Menyhe, tiszta magyar község a Zobor északi oldalán. Lakosainak száma 413, vallásuk r. kath. Postája Szalakusz, táviró-hivatala Nagy-Appony, vasúti állomása Szomorfalu. Kath. temploma e század közepén épült. "Meczina" név alatt már a XII. század elején a zobori apátság birtoka volt. Későbbi földesura 1491-ben az Elefánthy család volt, mely az elefánti pálosoknak akkoriban földet és malmot adományozott. A XVII. század közepén a Keresztury család, azután a Bartakovich, Majthényi és gróf Sermage család."
A trianoni diktátumig Nyitra vármegye Nyitrai járásához tartozott.
A második világháború idején Schubert Gyula festőművész is felkereste és alkotott itt.

## Népessége
1910-ben Menyhe 523 lakosából 492 magyar, 8 német, 6 szlovák és 17 egyéb nemzetiségű.
2001-ben Menyhebédszalakusz 1395 lakosából 1256 szlovák és 123 magyar.
Pesty Frigyes szerint a falubelieket régen valószínűleg nyelvi sajátságaik miatt vad rácoknak nevezték.

## Nevezetességei

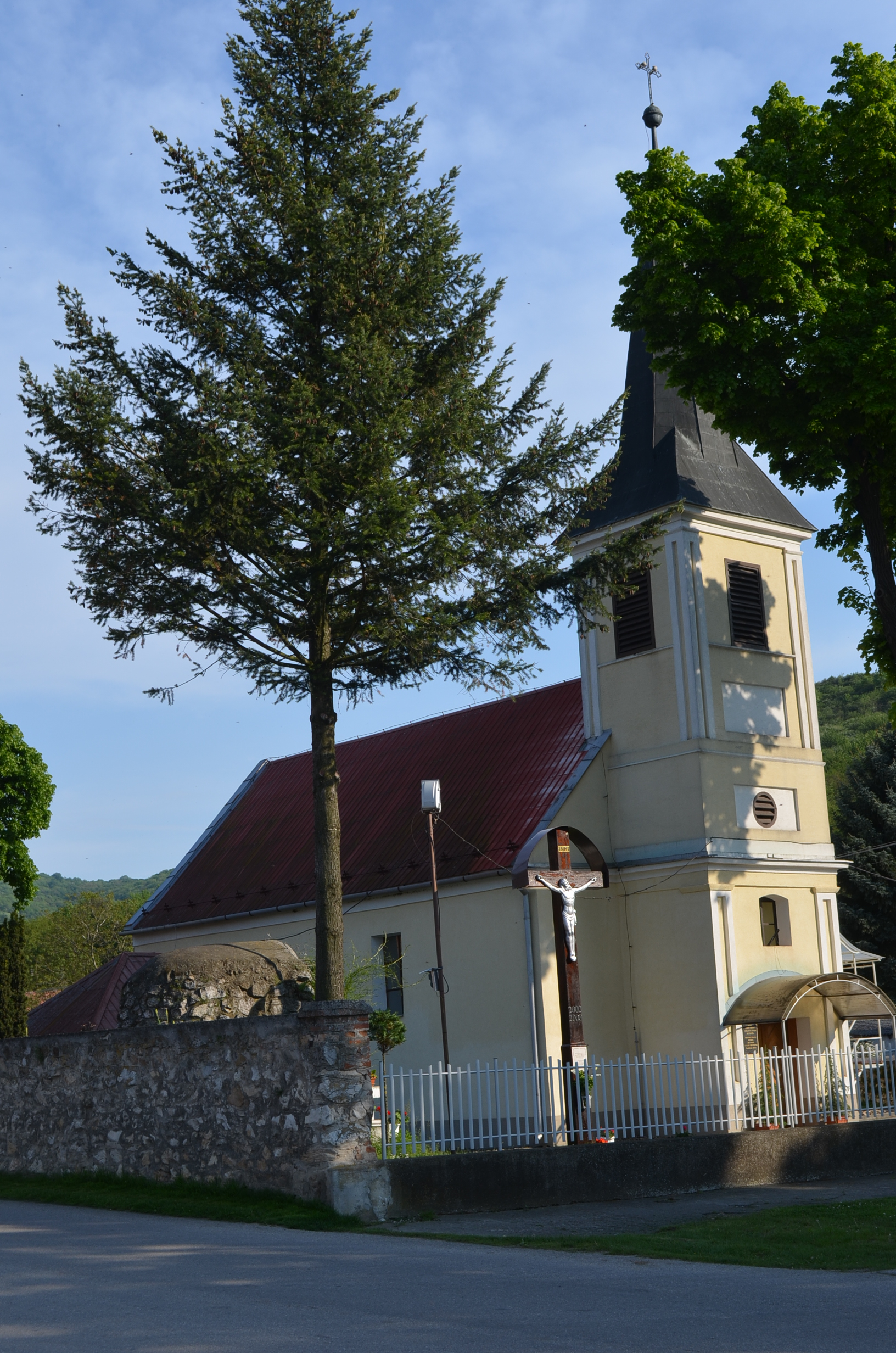
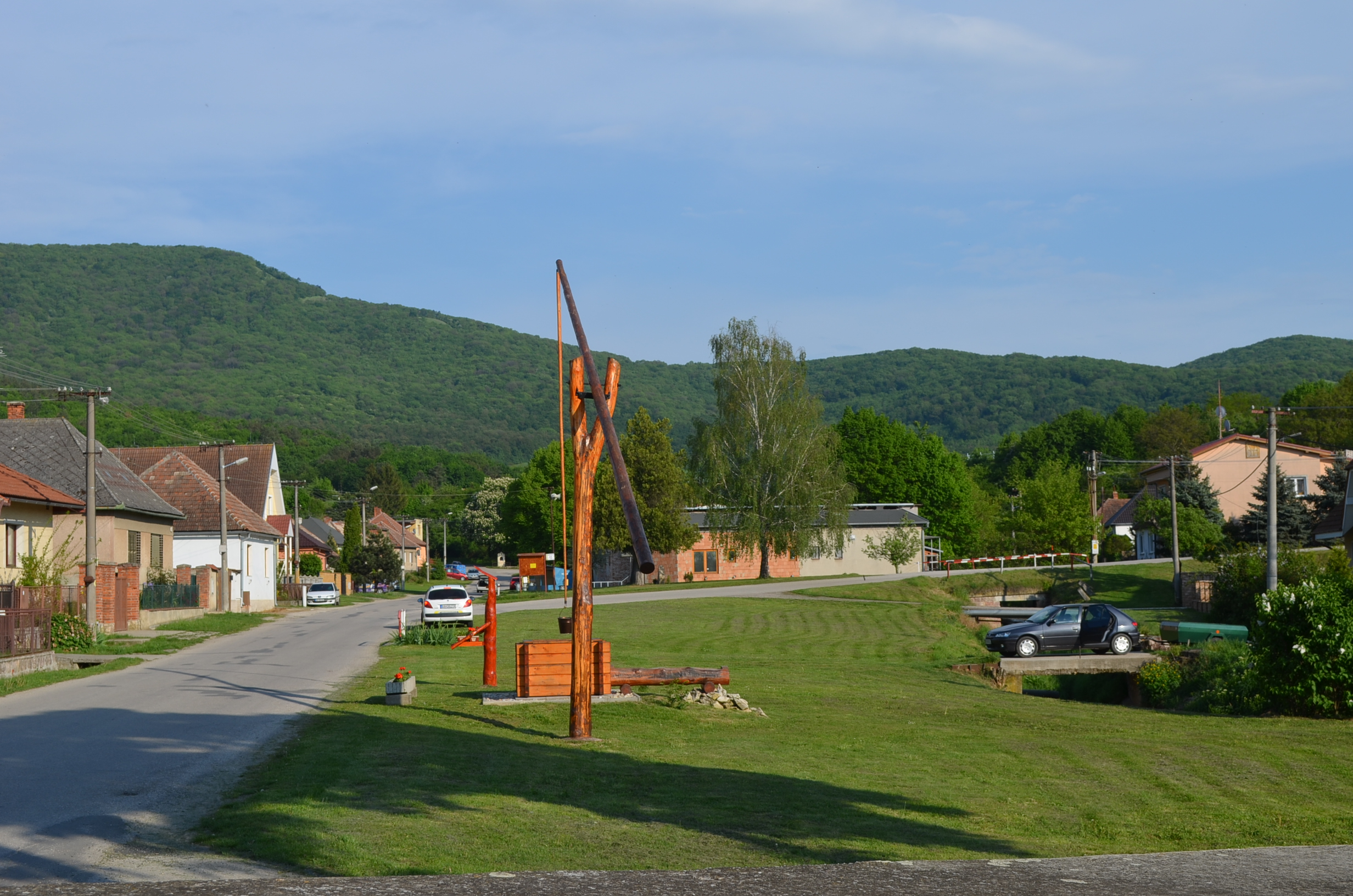
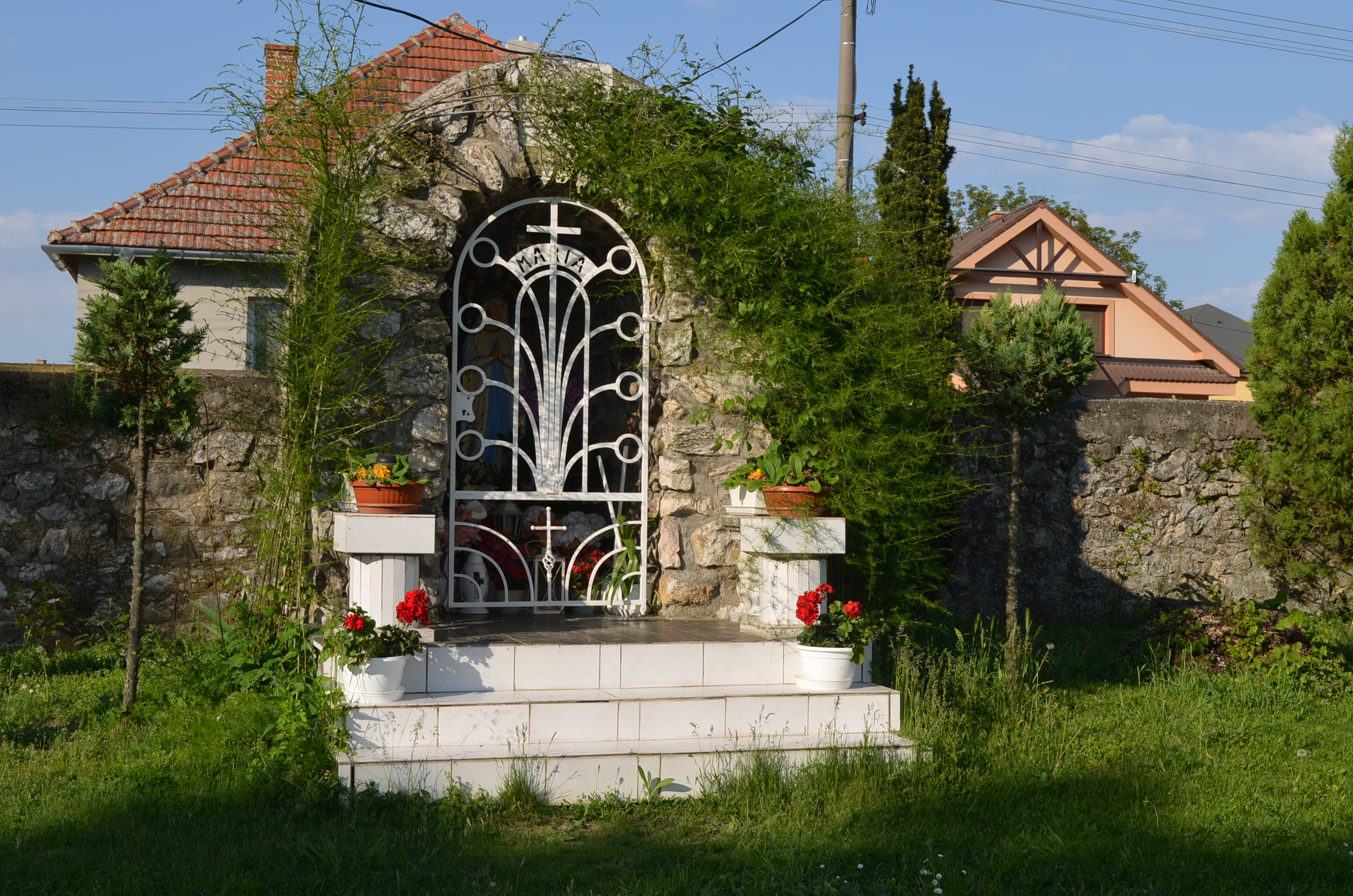
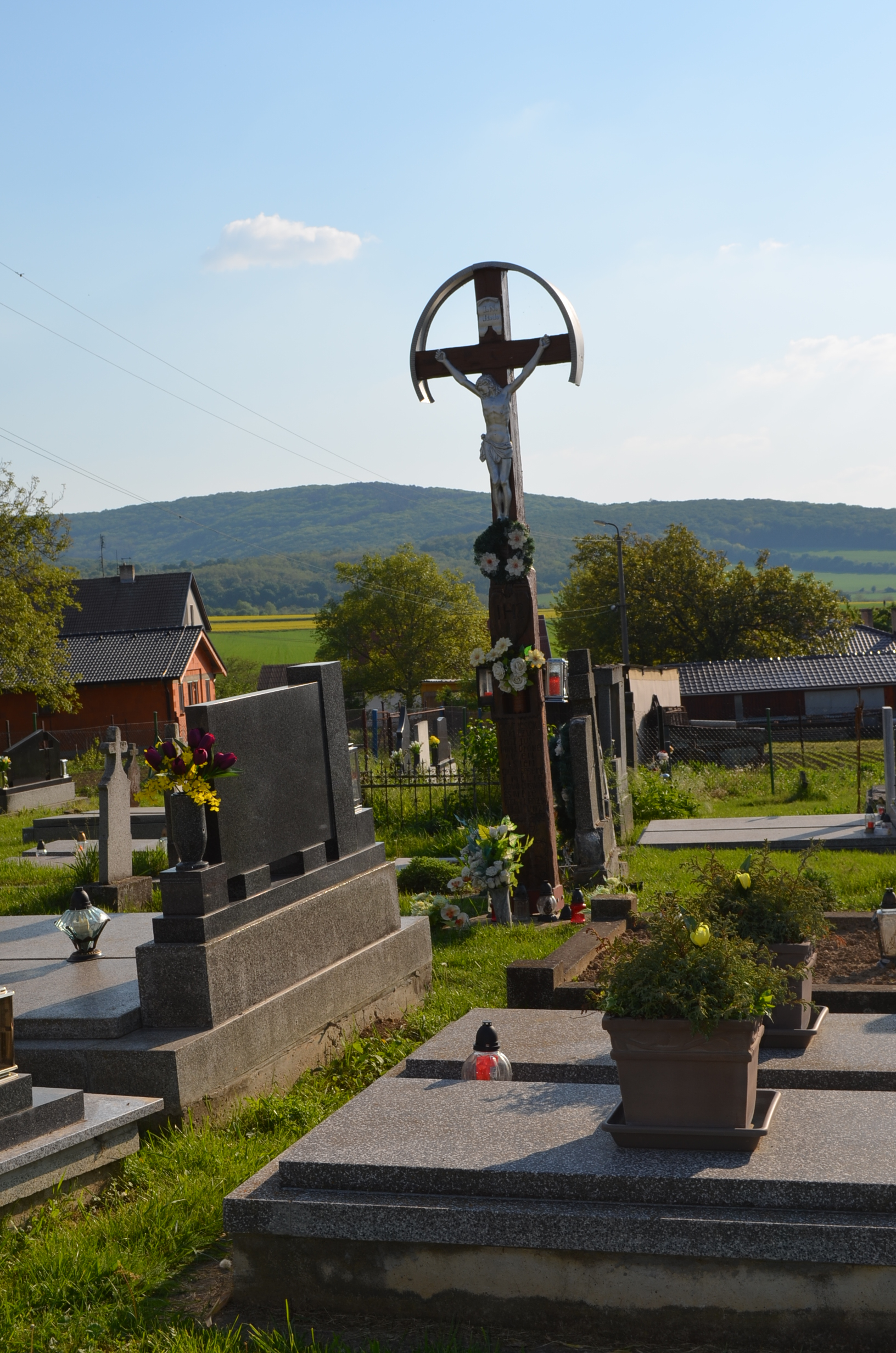
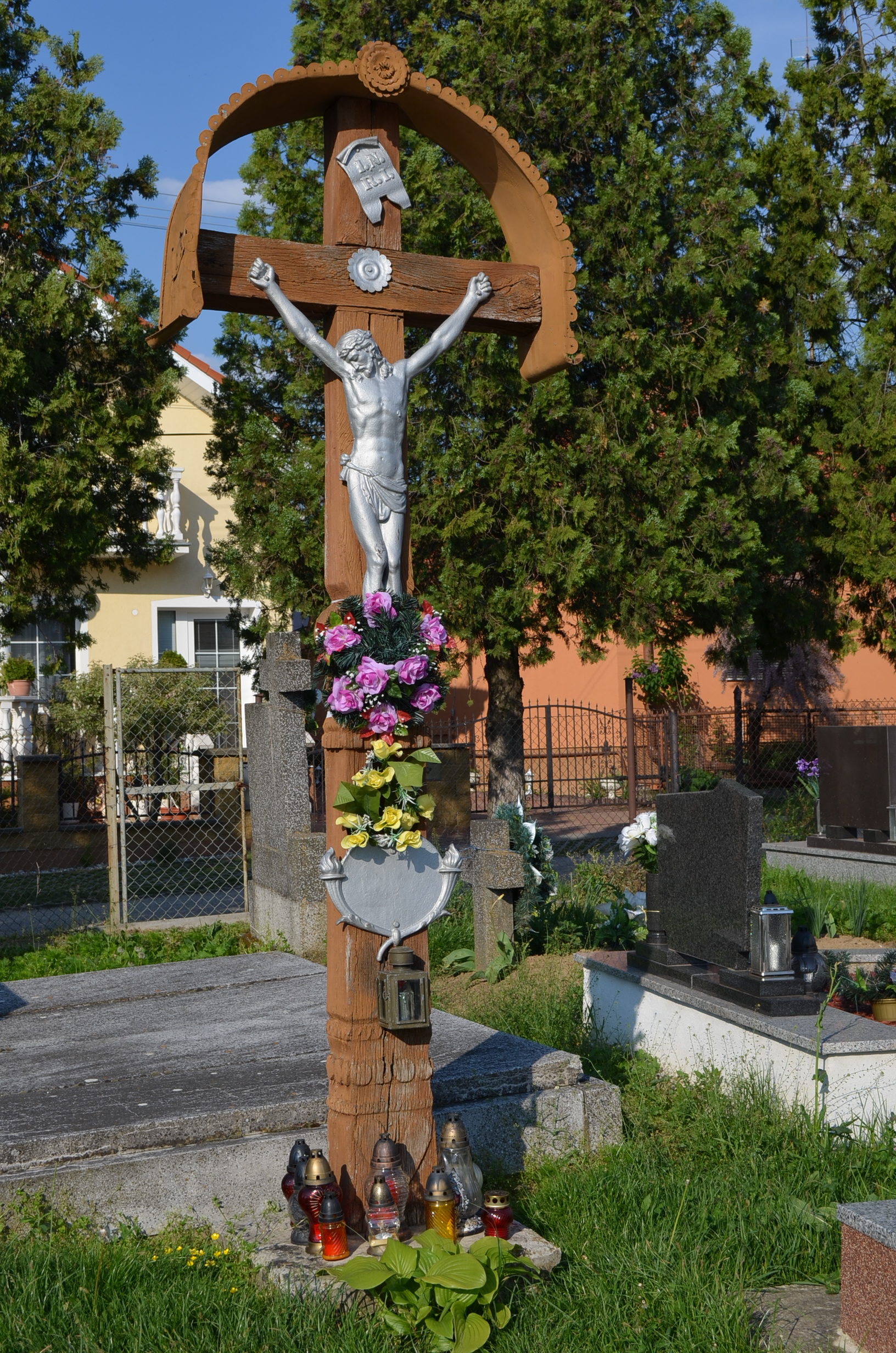
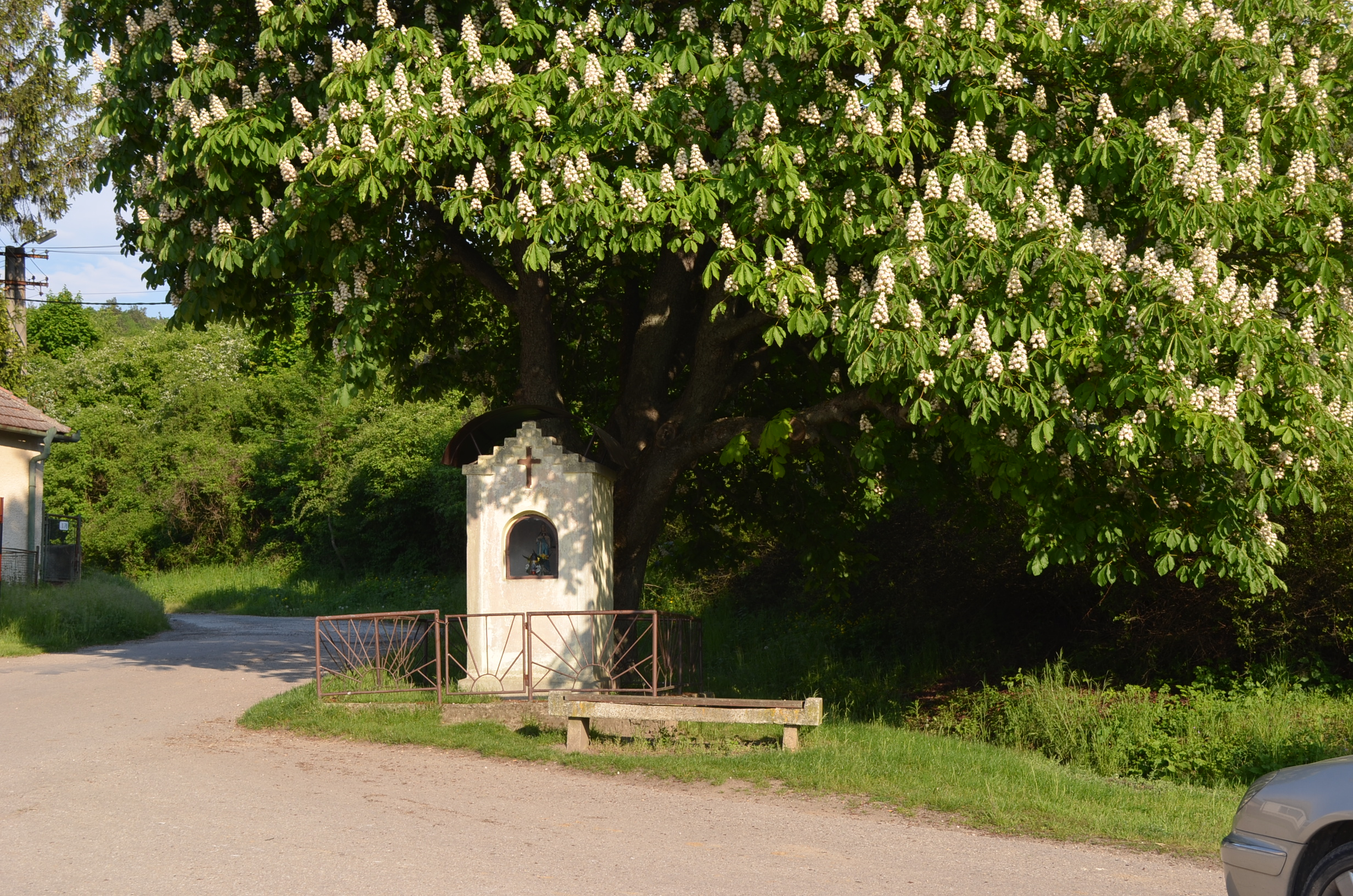

- Római katolikus temploma a 12. században épült román stílusban, 1794-ben bővítették.

## Kapcsolódó lapok
- Akkor szép az erdő, mikor zöld